# Ngastorejo
Ngastorejo is een bestuurslaag in het regentschap Pati van de provincie Midden-Java, Indonesië. Ngastorejo telt 702 inwoners (volkstelling 2010).